# Suramericano de Natación de 2004 - 200 m. Espalda Masculino
La prueba de 200 m espalda masculino del campeonato sudamericano de natación de 2004 se realizó el 25 de marzo de 2004, el primer día de competencias del campeonato. En la final, tres nadadores lograron la marca clasificatoria para los Juegos Olímpicos de Atenas 2004.

## Medallistas
| Evento        | Oro                               | Plata                            | Bronce                           |
| ------------- | --------------------------------- | -------------------------------- | -------------------------------- |
| 200 m espalda | Rogério Romero · Brasil · 2:02.02 | Lucas Salatta · Brasil · 2:05.02 | Omar Pinzón · Colombia · 2:06.20 |

## Resultados
| Posición | Carril | Nadador             | Tiempo      |
| -------- | ------ | ------------------- | ----------- |
| 1        | 6      | Rogério Romero      | 2:02.02 MCO |
| 2        | 3      | Lucas Salatta       | 2:05.02 MCO |
| 3        | 4      | Omar Pinzón         | 2:06.20 MCO |
| 4        | 5      | Jonathan Straus     | 2:07.52     |
| 5        | 2      | Joaquin Belza       | 2:09.89     |
| 6        | 7      | Ignacio Bengoechea  | 2:10.24     |
| 7        | 1      | Gabrielle Tirabassi | 2:11.92     |
| 8        | 8      | Alessio Domenack    | 2:13.33     |

MCO: Marca Clasificatoria a Olímpicos.